# 克拉斯·伦德贝里
克拉斯·伦德贝里（瑞典語：Claës Rundberg，1874年11月14日—1958年5月27日），瑞典男子射击运动员。他曾代表瑞典参加1908年夏季奥林匹克运动会射击比赛，获得男子团体300米步枪三姿银牌。